# John Chadwick
John Chadwick (Londra, 21 maggio 1920 – Cambridge, 24 novembre 1998) è stato un linguista e filologo classico britannico,  esperto di lingue antiche, divenuto celebre per il ruolo svolto nella decifrazione della scrittura Lineare B, in collaborazione con Michael Ventris.

## Biografia
Nacque a Londra e studiò alla St Paul's School e al Corpus Christi College dell'Università di Cambridge. Servì anche come ufficiale dei corpi speciali della Royal Navy durante la Seconda guerra mondiale.
A guerra finita si sposò e nel 1947 gli nacque l'unico figlio. Entrò quindi nello staff dell'Oxford Classical Dictionary, prima di iniziare nel 1952 l'attività di docenza a Cambridge.
Risale proprio a quell'anno l'inizio della sua collaborazione con Ventris nella progressiva decifrazione della scrittura nota come Lineare B, collaborazione che, nel 1953, darà luogo all'inserimento, nel Journal of Hellenic Studies, di un primo e controverso scritto: Evidence for Greek Dialect in the Mycenaean Archives. In esso i due autori difendevano l'originaria e geniale intuizione di Ventris secondo la quale, quello che Arthur Evans  aveva chiamato minoico e che si celava dietro quella scrittura - fosse non un'altra lingua mediterranea ma una forma di greco arcaico in alfabeto sillabico.
A questo scritto fece seguire Documents in Mycenean Greek del 1956, il primo corpus di tavolette decifrate.
Dopo la tragica morte occorsa nel 1956 a Ventris, Chadwick divenne il caposcuola della ricerca sulla lineare B, argomento che egli trattò anche in un testo divulgativo dal titolo The Decipherment of Linear B nel 1958 e su cui, nel 1978, produsse una revisione dell'articolo Documents in Mycenean Greek.
Abbandonato nel 1984 l'insegnamento, divenne Perceval Maitland Laurence Reader in Letterature classiche a Cambridge. Continuò i suoi studi fino alla morte, svolgendo attività quale membro di numerose e prestigiose associazioni culturali internazionali e scrivendo molti articoli sia divulgativi che accademici.
Nel 1997 l'Accademia Nazionale dei Lincei gli conferì il Premio Internazionale Feltrinelli per la Linguistica.

## Pubblicazioni
- Michael Ventris e John Chadwick, Evidence for Greek Dialect in the Mycenaean Archives, in Journal of Hellenic Studies, LXXIII, 1953, pp. 84–103
- Michael Ventris e John Chadwick, Documents in Mycenaean Greek. Cambridge University Press, 1956, (II edizione, 1974 ISBN 0-521-08558-6)
- John Chadwick, The Decipherment of Linear B. Cambridge University Press, 1958, (II edizione, 1990 ISBN 0-521-39830-4)

Traduzioni italiane:
Lineare B. L'enigma della scrittura micenea. Torino, Einaudi, 1977
L'enigma della Lineare B. La decifrazione della scrittura micenea. Vallardi, Milano, 2003 ISBN 978-88-8211-776-4
- John Chadwick, The Prehistory of Greek Language, ivi, 1964
- John Chadwick, The Mycenaean World. Cambridge University Press, 1976, ISBN 0-521-29037-6 (trad. it. Il mondo miceneo. Mondadori, Milano, 1980 ISBN 978-88-04-17383-0
- John Chadwick, Louis Godart, John T. Killen, J. P. Olivier, Anna Sacconi, I. A. Sakellarakis, Corpus of Mycenaean Inscriptions from Knossos. Roma 1986 (I vol.), 1990 (II vol.), 1997 (III vol.), 1998 (IV vol.)